# Guglielmo Quarenghi
Guglielmo Quarenghi (Casalmaggiore, 22 ottobre 1826 – Milano, 3 febbraio 1882) è stato un compositore e violoncellista italiano.

## Biografia
Dal 1839 al 1842 studiò con Vincenzo Merighi al Conservatorio di Milano. Nel 1850 divenne primo violoncello al Teatro alla Scala, e nel 1851 professore al conservatorio. Con Luigi Felice Rossi e Alberto Mazzucato, Quarenghi fondò la Società di Santa Cecilia nel 1860. Nel 1879 successe a Raimondo Boucheron come maestro di cappella nel Duomo di Milano. Diede le dimissioni due anni più tardi per le cattive condizioni di salute.
Quarenghi compose prevalentemente musica per violoncello, tra cui sei capricci per violoncello solo, diversi pezzi originali e trascrizioni per violoncello e pianoforte, e alcuni brani di musica da camera. Compose anche un'opera, Il dì di San Michele, che fu rappresentata a Milano nel 1863. Nello stesso anno pubblicò una messa e altra musica da chiesa. Il suo Metodo di violoncello (Milano, 1876) ha un'interessante prefazione, che confronta i primi strumenti ad arco, e la loro evoluzione, con gli strumenti popolari di molti paesi.